# Dimityr Bobczew
Dimityr Janew Bobczew (bułg. Димитър Янев Бобчев; ur. 20 września 1925 w Burgasie, zm. 12 marca 2015 tamże) – bułgarski kolarz.
Reprezentant Bułgarii na Letnich Igrzyskach Olimpijskich 1952 w Helsinkach. Na igrzyskach uczestniczył w jeździe drużynowej na 4000 metrów, w której był 16.
W latach 1951, 1952 i 1954 startował w Wyścigu Pokoju.